# 傅森 (清朝宗室)
傅森（穆麟德轉寫：fusen，?—?），滿洲鑲黃旗人，愛新覺羅氏，清朝政治人物、清朝兵部尚書。
康熙三十三年（1694年），登進士。曾任吉林將軍。乾隆二十年（1755年）十二月庚戌，接替班第，擔任清朝兵部尚書，后改吏部尚書。由舒赫德接任。